# Сантамария, Батист
Бати́ст Сантамари́я (фр. Baptiste Santamaria; род. 9 марта 1995, Сен-Дульшар) — французский футболист, полузащитник клуба «Ренн», выступающий на правах аренды за клуб «Валенсия».

## Клубная карьера
Сантамария — воспитанник клуба «Тур». 18 октября 2013 года в матче против «Серкль Атлетик» он дебютировал в Лиге 2. 22 ноября в поединке против Гавра Бастист забил свой первый гол за «Тур». Летом 2016 года Сантамария перешёл в «Анже». 29 октября в матче против «Генгама» он дебютировал в Лиге 1. В 2017 году Сантамария помог клубу выйти в финал Кубка Франции. 15 сентября 2018 года в поединке против «Дижона» Батист забил свой первый гол за «Анже».
Летом 2020 года Сантамария перешёл в немецкий «Фрайбург». Сумма трансфера составила 10 млн. евро, что стало самым дорогим трансфером в истории клуба. 27 сентября в матче против «Вольфсбурга» он дебютировал в немецкой Бундеслиге. 2 января 2021 года в поединке против «Хоффенхайма» Батист забил свой первый гол за «Фрайбург». 
Летом 2021 года Сантамария вернулся на родину, подписав контракт клубом «Ренн». Сумма трансфера составила 14 млн. евро. 22 августа в матче против «Нанта» он дебютировал за новую команду. 23 января 2022 года в поединке против «Клермона» Батист забил свой первый гол за «Ренн».